# Reichsstraße 112
Die Reichsstraße 112 (R 112) war bis 1945 eine Staatsstraße des Deutschen Reichs. Sie verlief in Nord-Süd-Richtung und verband das westliche Hinterpommern (Stettin) mit der ostbrandenburgischen Neumark (Küstrin) sowie Frankfurt (Oder) und der südbrandenburgischen Niederlausitz (Forst). Ihre Gesamtlänge betrug 207 Kilometer.
Heute verläuft die erste Hälfte der ehemaligen R 112 auf polnischem Boden. Ihre Trasse ist in mehrere Landesstraßen (polnisch: Droga krajowa) unterteilt: DK 3, DK 26, DK 23 und DK 31, die die Woiwodschaft Westpommern  mit dem Norden der Woiwodschaft Lebus verbinden. Ab deutsch-polnischer Grenze bei Küstrin (polnisch: Kostrzyn nad Odrą) führt die zweite Hälfte der R 112 auf deutschem Boden heute die Bezeichnung Bundesstraße 112 (B 112).

## Straßenverlauf
(heutige Droga krajowa 3/Europastraße 65)
Provinz Pommern (heute: Woiwodschaft Westpommern):
Landkreis Greifenhagen (heute: Powiat Grodzki Szczecin (Stadtbezirk Stettin))
- Buchholz/Hohenkrug (b. Stettin) (Szczecin-Płonia/Struga) (Anschluss: R 104, heute DK 10)

(heute: Powiat Gryfiński (Kreis Greifenhagen))
- Neumark (Stare Czarnowo)

Landkreis Pyritz (heute: Powiat Pyrzycki)
- Sabow (Żabów)
- Pyritz (Pyrzyce) (Anschluss: R 158, heute DW 122)

Provinz Brandenburg:
Landkreis Soldin
- Mellentin (Mielęcin)
- Lippehne (Lipiany)

(heute Powiat Myśliborski (Kreis Soldin))
- Rehnitz (Renice)

 (heutige Droga krajowa 26)
- Soldin (Myślibórz) (Anschluss: R 113, heute DK 26)

 (heutige Droga krajowa 23)
- Wusterwitz (Ostrowiec)

Landkreis Landsberg (Warthe)
- Berneuchen (Barnówko)

Landkreis Königsberg Nm.
- Neudamm (Dębno)
- Zorndorf (Sarbinowo) (Anschluss: R 166, heute DK 31)

 (Droga krajowa 31)
(heute: Woiwodschaft Lebus:)
(heute: Powiat Gorzowski (Kreis Landsberg (Warthe)))
- Küstrin (Kostrzyn nad Odrą) (Anschlüsse: R 1 (heute DW 132) und R 114 (heute DK 22))

~ Warthe (Warta) ~
o heutiger deutsch-polnischer Grenzübergang o
~ Oder (Odra) ~
/ (vereinigte Bundesstraßen B 112 und B 1)
(heute: Bundesland Brandenburg:)
(heute: Landkreis Märkisch-Oderland)
- Küstrin-Kietz

Landkreis Lebus
- Manschnow (Anschluss R 1, heute B 1)

 (heute Bundesstraße 112)
- Podelzig
- Lebus (Anschluss: R 167, heute B 167)
- Kliestow (heute: Frankfurt (Oder)-Kliestow) (Anschluss: R 5, heute B 5)

Stadtkreis Frankfurt (Oder) (heute kreisfreie Stadt)
- Frankfurt (Oder)-Zentrum

Landkreis Lebus
- Güldenhof (heute: Frankfurt (Oder)-Güldenhof) (Anschluss: R 87, heute B 87, heute auch Bundesautobahn 12 (AS 9 Frankfurt (Oder) Süd)/Europastraße 30)

Kreis Guben (heute: Landkreis Oder-Spree)
- Wiesenau (sorbisch: Łuka)
- Fürstenberg (Oder) (seit 1961: Eisenhüttenstadt) (Anschluss: R 246, heute B 246)
- Neuzelle
- Guben (sorbisch: Gubin) (Anschluss: R 320, heute B 320)

(heute: Landkreis Spree-Neiße)
- Klein Gastrose (sorbisch: Mały Gósćeraz) (Anschluss heute B 97 bzw. DK 32)

Stadtkreis Forst
- Forst (Lausitz) (sorbisch: Baršć) (Anschluss R 122, heute B 122,  bzw. DK 18, und Bundesautobahn 15 (AS 7 Forst)/Europastraße 36)